# 문태준 (정치인)
문태준(文太俊, 1928년 1월 14일~2020년 3월 11일)은 대한민국의 의사이자 제7~10대 국회의원과 제23대 보건사회부 장관을 지낸 정치인이다. 본관은 남평, 호는 덕암(德巖)이다. 동생 문정인의 남편이 6.25와 베트남전의 영웅 채명신 장군이다. 
경상북도 영덕 태생이다.  일제 강점기의 기업인으로 조선총독부 중추원 참의를 지낸 문명기의 장손이다. 문명기는 5남7녀를 두었는데 그의 아버지는 해방 직후 행방불명됐다. 문명기의 무덤 옆에 문태준의 아버지 가묘가 있다.
1950년 서울대학교 의과대학을 졸업하고, 미국 토마스 제퍼슨 대학원을 수료하였으며 일본대에서 의학박사, 충북대에서 명예이학박사, 토마스 제퍼슨 대학에서 명예법학박사 학위를 받았다. 육군군의관으로 한국 전쟁에 참전하였고, 연세대학교 주임교수 및 외래교수를 지냈다. 
민주공화당으로 7~10대 국회의원에 당선됐다. 국회에서는 국회운영위원장, 국회상공위원장을 맡았고 민주공화당 당무위원, 경북도당 위원장을 지냈다.
1979년 대한의사협회 회장(3선), 세계의사협회 회장, 의사협회 명예회장, 보건복지부장관, 한국사회복지협의회 회장, 대한신경외과학회 명예회장을 지냈다. 남평 문씨 대종회 회장을 지냈다.
그는 의학 발전과 의료인 권리신장에 기여한 공로를 인정받아 2014년 서재필 의학상을 수상했다. 
일제하 대표적인 친일 기업가인 조부 문명기로부터 물려받은 강구면 소재 땅 1만1,207m2(3,390평)가 2009년 친일재산국가귀속 결정이 나자 이를 취소해달라는 취지로 서울행정법원과 서울고법에 소송을 냈다가 패소하기도 했다.

## 가족 관계
- 배우자: 조영부
- 아들: 문영호
- 장녀: 문영주
- 차녀: 문희주

## 역대 선거 결과
|  | 52.17% |

|  | 63.66% |

|  | 35.22% |

|  | 25.72% |